# Erigorgus moiwanus
Erigorgus moiwanus là một loài tò vò trong họ Ichneumonidae.